# Jean-Claude Lecourieux
Jean-Claude Lecourieux, né en 1956 en Nouvelle-Calédonie et mort le 7 décembre 2023, est un coureur cycliste français spécialiste du demi-fond, deux fois champion de France en 1982 et 1983, avec pour entraîneur Bruno Walrave.

## Palmarès sur piste
- 1977 - Besançon
  - 2e du championnat de France de demi-fond amateur
- 1982 - Bressuire
  -  Champion du championnat de France de demi-fond amateur
- 1983 - Besançon
  -  Champion du championnat de France de demi-fond amateur

## Palmarès sur route
- 1976
  - 3e du Tour de Nouvelle-Calédonie
- 1978
  - 2e du Tour de Nouvelle-Calédonie
- 1980
  - 3e du Tour de Nouvelle-Calédonie
- 1981
  - 2e du Tour de Nouvelle-Calédonie
- 1984
  - 1e du Tour de Nouvelle-Calédonie